# Mont des Poilus
Mont des Poilus är ett berg i Kanada.   Det ligger i provinsen British Columbia, i den centrala delen av landet, 3 000 km väster om huvudstaden Ottawa. Toppen på Mont des Poilus är 3 166 meter över havet, eller 555 meter över den omgivande terrängen. Bredden vid basen är 16,4 km.
Terrängen runt Mont des Poilus är bergig åt sydväst, men åt nordost är den kuperad.Trakten runt Mont des Poilus är nära nog obefolkad, med mindre än två invånare per kvadratkilometer.. Det finns inga samhällen i närheten. 
Trakten runt Mont des Poilus är permanent täckt av is och snö.